# Perdita claripennis
Perdita claripennis är en biart som beskrevs av Timberlake 1968. Perdita claripennis ingår i släktet Perdita och familjen grävbin. Inga underarter finns listade i Catalogue of Life.